# Bachau
Bachau es una pequeña aldea rural que cuenta con cerca de una docena de habitantes, en Anglesey, al norte de Gales, Reino Unido.